# Maghreb football de Rabat
Le Maghreb Football de Rabat (en arabe : المغرب الرباطي لكرة القدم), plus couramment abrégé en MF Rabat, est un ancien club marocain de football fondé en 1915 sous le nom de FC Rabat et basé dans la ville de Rabat.